# Basaltsteinbrüche Hühnerberg und Eudenberg/Tongrube Eudenbach

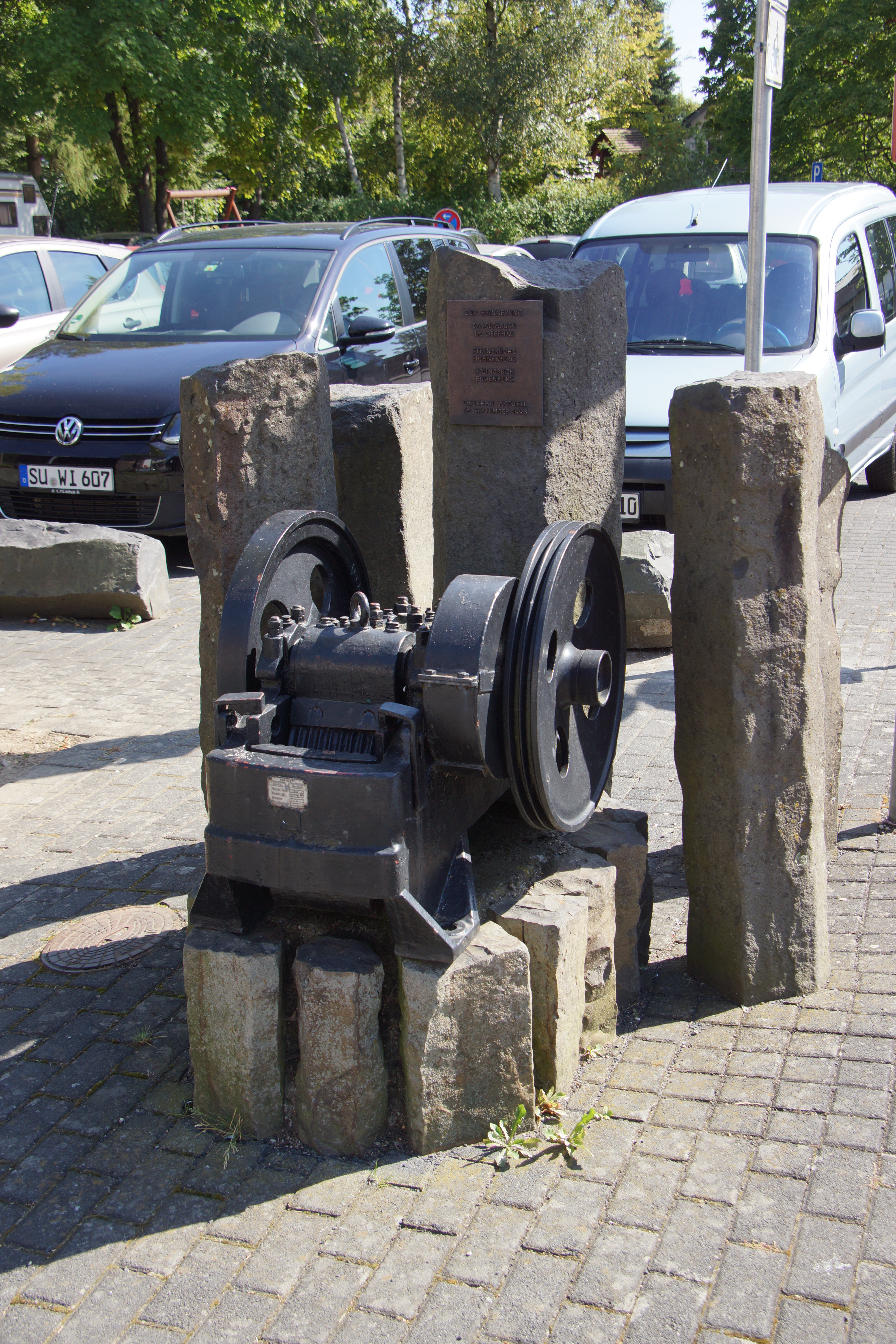
Zur Erinnerung an den Basaltabbau im Oberhau 1998

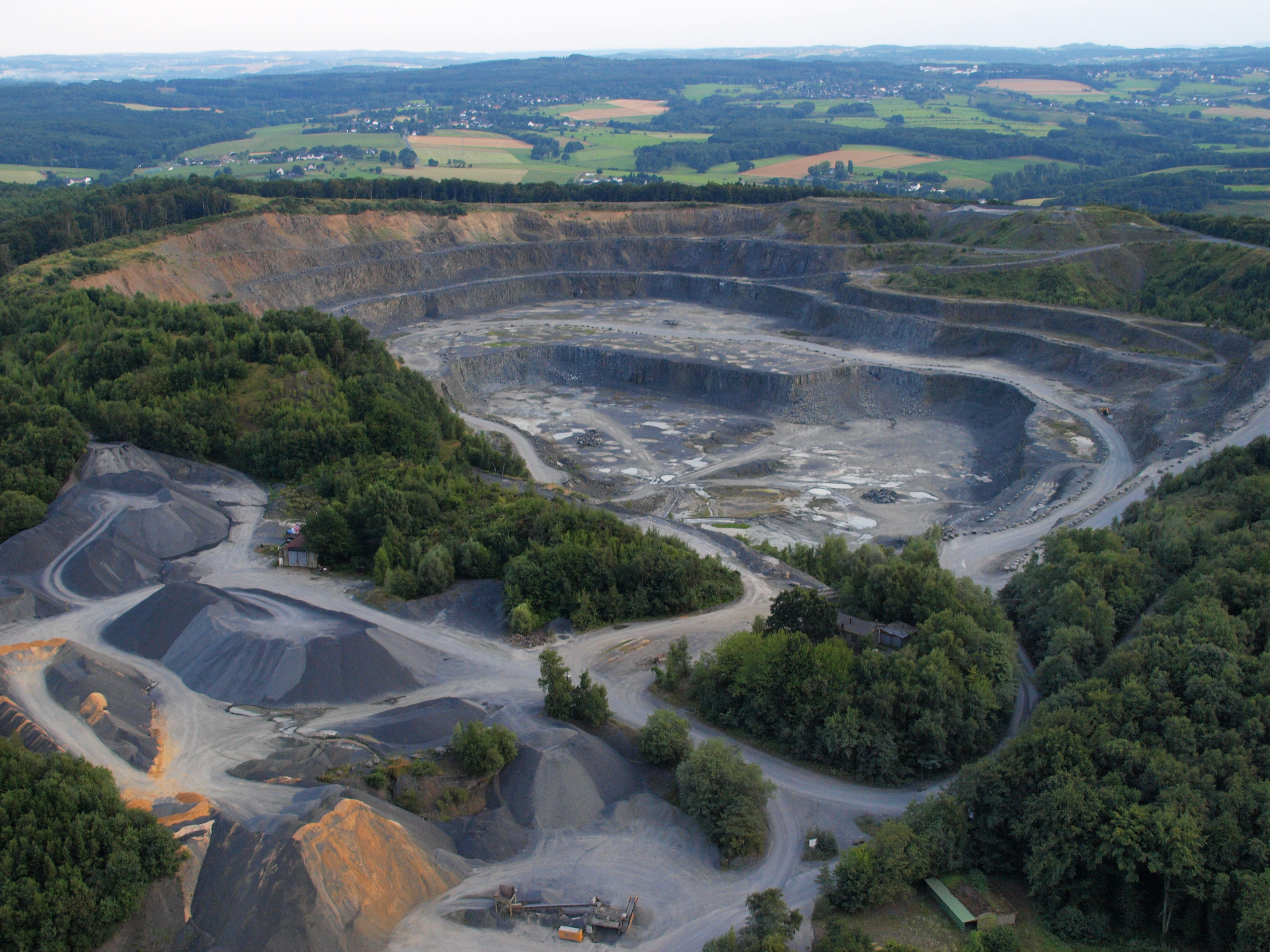
Im Basaltsteinbruch Hühnerberg findet noch Abbau statt

Das Schutzgebiet Basaltsteinbrüche Hühnerberg und Eudenberg/Tongrube Eudenbach befindet sich auf dem Gebiet der Städte Königswinter und Hennef (Sieg) im Rhein-Sieg-Kreis (Nordrhein-Westfalen). Es ist bei der Europäischen Union nach den Maßgaben der Richtlinie 92/43/EWG (Fauna-Flora-Habitat-Richtlinie) mit der Kennung Nummer DE-5309-304 verzeichnet und ist Teil des europäischen Natura-2000-Schutzgebietsnetzes.

## Lage
Das Gebiet besteht aus zwei getrennten Arealen. Der Basaltsteinbruch Hühnerberg und die ehemalige Tongrube Eudenbach in Königswinter westlich von Eudenbach sind über eine Blockschutthalde in direkter Verbindung. Der ehemalige Basaltsteinbruch Eudenberg liegt 1,5 Kilometer nordöstlich auf der Grenze zur Stadt Hennef, ist aber baulich kaum getrennt.

## Fläche
Das Schutzgebiet hat eine Fläche von 144 ha. Während sich im Basaltsteinbruch Hühnerberg und in der Tongrube Eudenbach nur Kleinstgewässer befinden, hat sich im Basaltsteinbruch Eudenberg ein Weiher gebildet.

## Steinbruch
Am Hühnerberg wird bereits seit Ende des 19. Jahrhunderts Basalt gefördert und aufbereitet. 1976 wurden die Steinbrüche Willmeroth und Hühnerberg zusammengeschlossen. Früher arbeiteten dort 250 Arbeiter in der Förderung des Gesteins, heute bedienen noch 35 Mitarbeiter die Maschinen. Derzeitiger Betreiber sind die Rheinischen Provinzial Basalt- und Lavawerke (RPBL).
Aus dem Steinbuch Hühnerberg stammt das Mondstaub-Simulant für die LUNA Analog Facility.
Zur Technikgeschichte: heute wird einmal pro Woche der Basalt durch Sprengungen gewonnen – jeweils rund 30 000 Tonnen. Während früher dabei Tonnen an Sprengstoff eingesetzt wurden, reichen heute 40 Kilogramm pro Sprengtermin.

## Naturschutz
Die beiden Naturschutzgebiete Basaltsteinbruch Hühnerberg (NSG SU-083) und Basaltsteinbruch Eudenberg (NSG SU-087) decken ähnliche Bereiche wie das FFH-Gebiet ab, gehen jedoch insgesamt über 50 Hektar darüber hinaus.
Im Februar 2021 hat der Naturschutzbeirat einer Verordnung zugestimmt, nach der die beiden Naturschutzgebiete zu einem neuen NSG „Basaltsteinbrüche Hühnerberg und Eudenbach“ zusammengefasst werden sollen.
Die Unterschutzstellung dient hauptsächlich dem Schutz der Gelbbauchunke und des Kammmolches. Im noch von der Rheinischen Basalt- und Lavawerke GmbH genutzten Steinbruch Hühnerberg wurden Larven von Gelbbauchunken- und Geburtshelferkröten gefunden. In der ehemaligen Tongrube wurde eine kleine Gelbbauchunken-Population sowie eine größere Population der Kammmolche gesichtet. Die Kleinstgewässer dienen außerdem Bergmolchen, Teichmolchen, Erdkröten, Grasfröschen, Wasserfröschen und Geburtshelferkröten als Laichgewässer. Zusätzlich sind noch die drei Reptilienarten Zauneidechse, Blindschleiche und Ringelnatter nachgewiesen. Im Weiher des Steinbruchs Eudenberg besteht eine Gelbbauchunken-Population von über 50 Tieren.